# Historia del uniforme del Club Atlético de Madrid

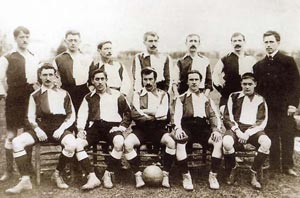
El Athletic Club de Bilbao, matriz del Atlético de Madrid en sus inicios, con las originarias camisetas blanquiazules (instantánea de 1904).

## Uniforme

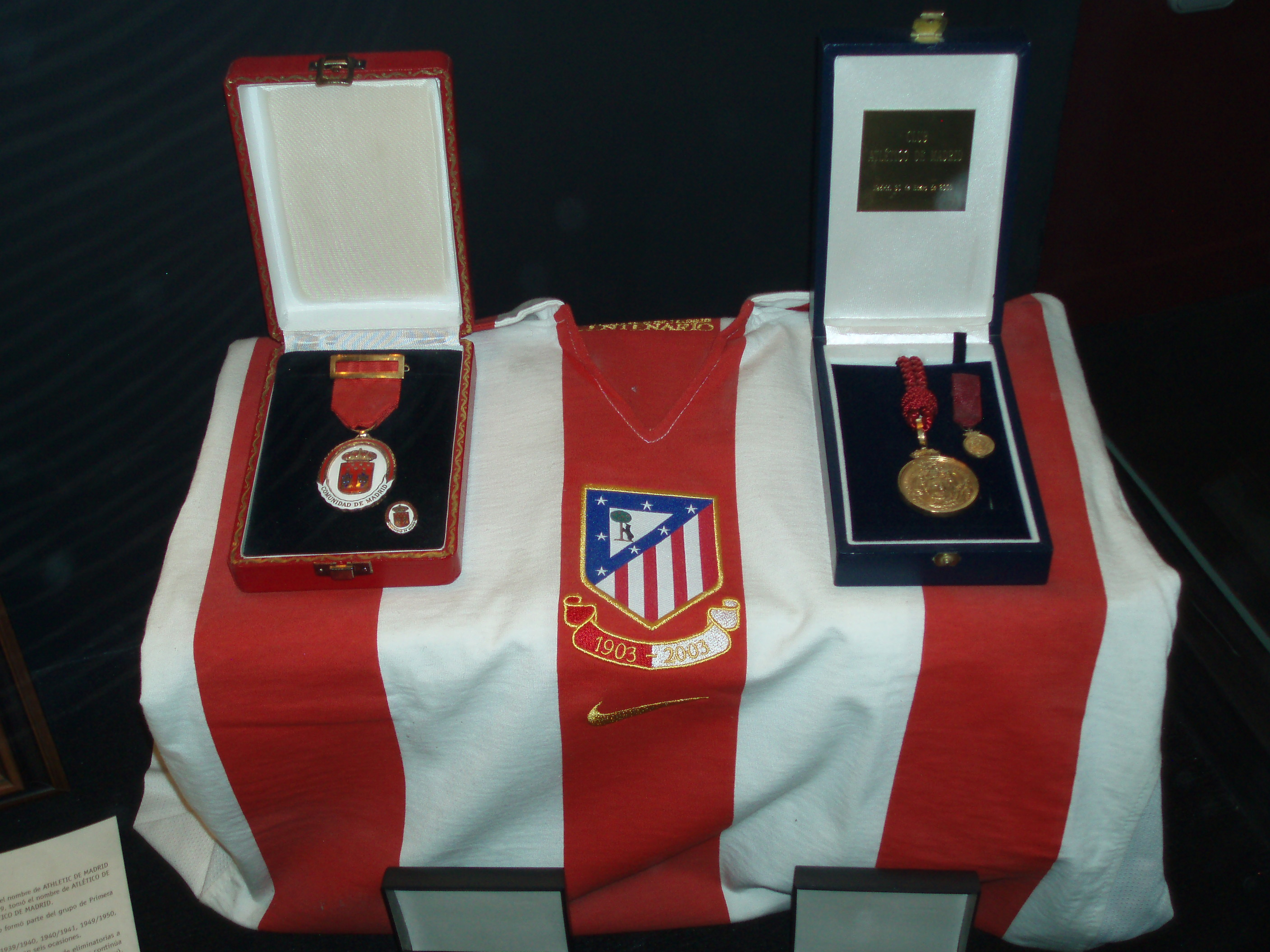
Camiseta del Centenario del club y medallas del Ayuntamiento y Comunidad de Madrid

Inicialmente, la camiseta del primer uniforme del Atlético de Madrid estaba dividida por una mitad con una franja vertical azul y otra mitad con una franja vertical blanca, los pantalones de color negro, blanco o azul y las medias negras, blancas o azules, al igual que la del Athletic Club de Bilbao, dado que en sus inicios el Atlético de Madrid era sucursal del equipo vizcaíno, que a su vez tenía el uniforme con los colores del Blackburn Rovers Football Club. 
Durante las vacaciones de Navidad de 1909, el jugador del club Juanito Elorduy viajó en barco al sur de Inglaterra con la tarea de traer nuevos uniformes blanquiazules, pero no logró conseguirlos por lo que compró los del Southampton Football Club. Finalmente estas camisetas con franjas verticales blancas y 4 franjas verticales rojas (siendo la franja central roja) fueron traídas a la capital en 1911, y el equipo madrileño las adoptó, combinándola con un pantalón azul, blanco o negro al igual como también ocurría con el color de las medias. En 1921, usó de forma definitiva pantalones azules cómo llevaba en su uniforme original y así diferenciarse del equipo bilbaíno.
El 26 de abril de 2003, el equipo rojiblanco lució una camiseta especial en conmemoración del Centenario del club que no incluía publicidad en recuerdo de las históricas equipaciones del pasado. Además, el equipo mostró el escudo del Centenario (1903-2003) en la manga izquierda de la camiseta.

### Evolución del uniforme titular
| 1903-1911 | 1911-1923 | 1926      | 1928-1929 | 1932-1933 | 1939-1940 |           |           |           |           |
| 1947-1948 | 1949-1950 | 1955-1956 | 1956-1957 | 1959-1960 | 1964-1968 | 1969-1970 | 1970-1974 | 1976-1979 | 1974-1976 |
| 1979-1981 | 1982-1983 | 1983-1992 | 1993-1994 | 1994-1995 | 1995-1996 | 1996-1997 | 1997-1998 | 1998-1999 | 1999-2000 |
| 2000-2001 | 2001-2002 | 2002-2003 | 2003-2004 | 2004-2005 | 2005-2006 | 2006-2007 | 2007-2008 | 2008-2009 | 2009-2010 |

| 2010-2011 | 2011-2012 | 2012-2013 | 2013-2014 | 2014-2015 | 2015-2016 | 2016-2017 | 2017-2018 | 2018-2019 | 2019-2020 |

| 2020-2021 | 2021-2022 | 2022-2023 | 2023-2024 | 2024-2025 | 2025-2026 |

### Evolución del uniforme suplente
| 1955-56 | 1983–92 | 1996–97 | 1997–98 | 1998–2000 | 2000–01 | 2001–02 | 2002–03 | 2003–04 |
| 2004–05 | 2005–06 | 2006–07 | 2007–08 | 2008–09   | 2009–10 | 2010–11 | 2011–12 | 2012–13 |
| 2013–14 | 2014–15 | 2015–16 | 2016–17 | 2017–18   | 2018–19 | 2019–20 | 2020–21 | 2021–22 |
| 2022–23 | 2023–24 | 2024–25 | 2025–26 |           |         |         |         |         |

### Evolución del tercero uniforme
| 1983–92 | 1996–97 | 2001–02 | 2014–15 | 2017–18 | 2018–19 |
| 2019–20 | 2020–21 | 2021–22 | 2022–23 | 2023–24 | 2024–25 |

### Proveedores y patrocinadores
| Periodo   | Proveedor       | Patrocinador                                         | Patrocinador adicional            |
| --------- | --------------- | ---------------------------------------------------- | --------------------------------- |
| 1903–1950 | Ninguno         | Ninguno                                              | Ninguno                           |
| 1950–1980 | Deportes Cóndor | Ninguno                                              | Ninguno                           |
| 1980–1982 | Meyba           | Ninguno                                              | Ninguno                           |
| 1982–1987 | [ 8 ]           | Ninguno                                              | Ninguno                           |
| 1987–1990 | [ 8 ]           | Mita                                                 | Ninguno                           |
| 1990–1993 | [ 8 ]           | Marbella                                             | Ninguno                           |
| 1993–1994 | [ 8 ]           | Antena 3                                             | Ninguno                           |
| 1994–1996 | [ 8 ]           | Marbella                                             | Ninguno                           |
| 1996–1997 | [ 8 ]           | [ 14 ] [ nb 4 ]                                      | Ninguno                           |
| 1997–1998 | [ 8 ]           | Marbella                                             | Ninguno                           |
| 1998–1999 | [ 17 ]          | Marbella                                             | Ninguno                           |
| 1999–2000 | [ 17 ]          | Ninguno                                              | Ninguno                           |
| 2000–2001 | [ 17 ]          | Idea Electrodomésticos                               | Ninguno                           |
| 2001–2002 | [ 18 ] [ 19 ]   | Idea Electrodomésticos                               | Ninguno                           |
| 2002–2003 | [ 18 ] [ 19 ]   | Idea Electrodomésticos / Centenario del club         | Ninguno                           |
| 2003–2004 | [ 18 ] [ 19 ]   | Columbia Pictures                                    | Racer                             |
| 2004–2005 | [ 18 ] [ 19 ]   | Columbia Pictures                                    | [ nb 9 ]                          |
| 2005–2006 | [ 18 ] [ 19 ]   | [ 23 ]                                               | [ nb 9 ]                          |
| 2006–2008 | [ 18 ] [ 19 ]   | [ 23 ]                                               | ASISA                             |
| 2008–2011 | [ 18 ] [ 19 ]   | [ 23 ]                                               | [ 26 ] [ nb 12 ]                  |
| 2011–2012 | [ 18 ] [ 19 ]   | Rixos Hotels /                                       | Doyen Group                       |
| 2012–2013 | [ 18 ] [ 19 ]   | Azerbaijan, Land of Fire                             |                                   |
| 2013–2014 | [ 18 ] [ 19 ]   | Azerbaijan, Land of Fire y Juegos Europeos Baku 2015 | [ 33 ] [ nb 17 ]                  |
| 2014–2015 | [ 18 ] [ 19 ]   | Azerbaijan, Land of Fire y Juegos Europeos Baku 2015 | [ 34 ] [ nb 18 ] [ 35 ] [ nb 19 ] |
| 2015–2016 | [ 18 ] [ 19 ]   | [ 36 ]                                               | Azerbaijan, Land of Fire /        |
| 2016–2018 | [ 18 ] [ 19 ]   | [ 36 ]                                               | Ninguno                           |
| 2018–2019 | [ 18 ] [ 19 ]   | [ 36 ]                                               | [ nb 21 ] [ 37 ] [ nb 22 ]        |
| 2019–2020 | [ 18 ] [ 19 ]   | [ 36 ]                                               | [ 38 ] [ nb 23 ]                  |
| 2020–2021 | [ 18 ] [ 19 ]   | [ 36 ]                                               | VERSUS                            |
| 2021–2022 | [ 18 ] [ 19 ]   | [ 36 ]                                               |                                   |
| 2022–2023 | [ 18 ] [ 19 ]   | WhaleFin                                             |                                   |
| 2023–2024 | [ 18 ] [ 19 ]   | [ 41 ]                                               |                                   |
| 2024–2025 | [ 18 ] [ 19 ]   | [ 41 ]                                               | ComAve                            |
| 2025–2026 | [ 18 ] [ 19 ]   | [ 41 ]                                               | ComAve Visit Rwanda               |